# Кругла вежа (Агаговер)

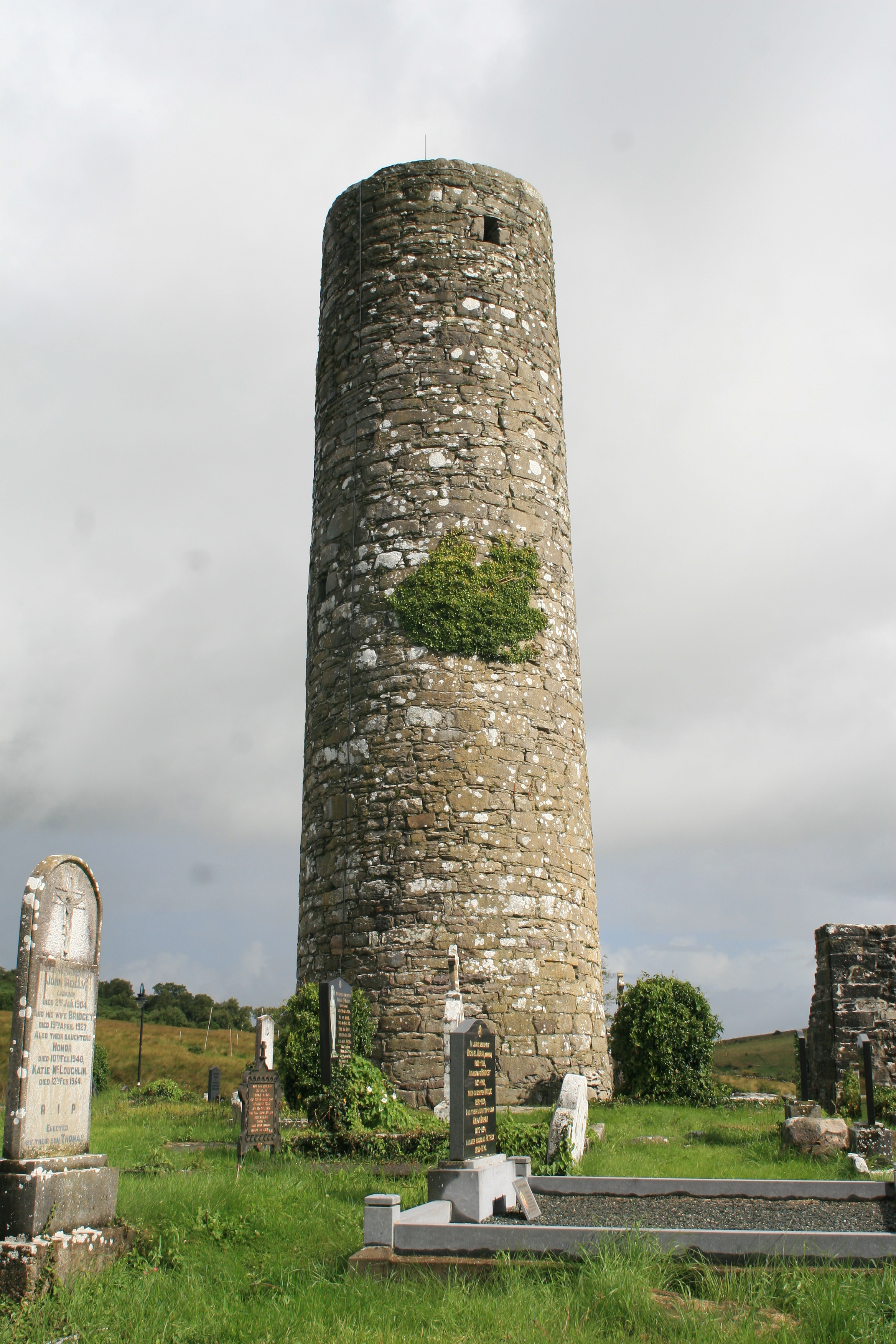
Кругла вежа Агаговер.

Кругла вежа Агаговер (англ. – Irish round towers in Aughagower, Aghagower, ірл. - Cloigtheach na Achadh Fhobhair) – Клогхех на Ахад Фовар – Башта Поля Весни – одна з круглих веж Ірландії, розташована в селищі Агаговер, що в графстві Мейо, в 6 км від Веспорта. Недалеко від вежі розташована гора Кроах Патрік. Місцевість, де побудована ця вежа пов’язують зі святим Патріком та з паломницьким шляхом Тохар Фадрайг. 
Вежа нині лежить в руїнах – не збереглася верхня частина. Вежа побудована в Х столітті, десь між 973 та 1013 роками. Вежу використовували в часи набігів вікінгів та війн між ірландськими кланами як оборонну споруду та як місце, де зберігалися церковні скарби.
Існує легенда про вежу Агаговер. Згідно з цією легендою в найбільший камінь цієї вежі влучила блискавка. Камінь вилетів з вежі, пролетів більше півмилі і впав на пагорбі Тавеніш. Жінка з місцевого клану взяла цей камінь у фартух і принесла його до церкви, де він лежить і до цього часу. Башта була частково відреставрована в 1969 році і злегка нахилена на північ. 
Місцевість, де побудована вежа Агаговер пов’язана з діяльністю Святого Патріка. У 441 році він прибув сюди і заснував тут церкву та єпископат – єпископом став Шенах. «Книга Арми» що єпископи жили тут до ІХ століття. Шенах був одним з найближчих послідовників та учнів святого Патріка, був родом з землі Арма, подорожував з ним до гори, що називається нині Кроах Патрік.  
Паломницький шлях Тохар Фадрайг проходить мимо вежі Агаговер до Круахана – стародавньої столиці королівства Коннахт. Сенах тут заснував церкву, а його дочка Махона – жіночий монастир. Вони стояли в 100 м від вежі Агаговер та абатства, біля так званого Храму Зубів, на місці кам’яної церкви, що була побудована на місці більш давньої дерев’яної церкви, що була заснована святим Патріком. 
З часів заснування святим Патріком це була одна з найбільш густонаселених та впливових парафій в Умайлл. Через багато століть ця парафія лишалась важливою. У 1215 році виникли суперечки щодо цієї парафії між єпископами Туам та Арма. Папа Римський вимушений був втрутитись у цю суперечку і вирішити її на користь єпископа Туам. 
Парафія Агаговер лишалась важливою тривалий час – тут з’явилися крім круглої вежі фортеці Дун Кастл та замок клану Мак Філбін в Айлі (руїни збереглися) – ці твердині контролював клан Мак Філбін, що був споріднений з феодалами де Бург і довгий час був незалежним від королівської влади. У XVI столітті цими землями та фортецями володіла Грейс О’Меллі (Грайне Ні Майлле) з клану О’Меллі, що володів землями Умайлл. 
У XV - XVI століттях ці оборонні споруди використовувались ірландськими кланами в боротьбі з військами короля Англії, зокрема з армією, яку очолював англійський офіцер сер Річард Бінгам. 
У 1921 році під час війни за незалежність Ірландії недалеко від вежі Агаговер відбувся бій загонів ІРА під командою Майкла Кілроя та англійськими королівськими військами, що завершились перемогою загонів ІРА. 
Недалеко від вежі Агаговер є камінь з виїмкою – легенди стверджують, що ця виїмка лишилась після того, як святий Патрік нахилися напитись води. Недалеко від вежі є колодязь з святою водою та дерево, що згідно легенди має лікувальні властивості. 
Недалеко є величезний камінь який називають Клох Андра. Згідно легенди тут жив велетень, що легко міг підкидати догори цей камінь. 
Недалеко є менгір часів неоліту – камінь Ланкілл висотою 2,5 м на якому в часи середньовіччя був висічений хрест. 